# Elvisura
Elvisura is een geslacht van wantsen uit de familie van de Scutelleridae (Pantserwantsen). Het geslacht werd voor het eerst wetenschappelijk beschreven door Maximilian Spinola in 1837.

## Soorten
Het genus bevat de volgende soorten:

- Elvisura irrorata Spinola, 1837
- Elvisura minor Schouteden, 1903